# Halictus niveohirtus
Halictus niveohirtus är en biart som beskrevs av Heinrich Friese 1916. Halictus niveohirtus ingår i släktet bandbin, och familjen vägbin. Inga underarter finns listade i Catalogue of Life.